# Amnios (jeu vidéo)
Pour les articles homonymes, voir Amnios.
 (novembre 2018).
Si vous disposez d'ouvrages ou d'articles de référence ou si vous connaissez des sites web de qualité traitant du thème abordé ici, merci de compléter l'article en donnant les références utiles à sa vérifiabilité et en les liant à la section « Notes et références ».
Amnios est un jeu vidéo de type shoot them up développé par Pete Lyon et Paul Frewin et édité par Psygnosis en 1991 sur Amiga.

## Système de jeu
Amnios est un shoot them up en vue de dessus à scrolling multidirectionnel. Aux commandes d'un vaisseau spatial, le joueur doit éradiquer les formes organiques extraterrestres qui ont colonisé la surface de différentes planètes. Le maniement du vaisseau est identique à l'antique Asteroids (rotation pour choisir la direction et accélération par boost). Le jeu comprend 10 niveaux répartis sur trois types d'environnements : squameux, végétal et épidermique. Il y a deux manières d'accomplir un niveau : soit en exterminant un pourcentage de cellules extraterrestres, soit en sauvant un certain nombre d'humanoïdes.
La surface des planètes est infestée de cellules vivantes extraterrestres (cœur, cerveau, œil, veine), parfois difficilement distinguable du décor, qui produisent des formes d'ennemis mobiles, les Bios (Wasps, Bonded bios, Worms, Snatcher, Guardian). En détruisant un type particulier de cellules en priorité, le joueur agit sur les ressources des Bios (cœur : réduit leur production; cerveau : affecte leur organisation; œil : diminue leur capacité de détection). Les Snatcher sont invincibles et ont le pouvoir de voler les humanoïdes (sorte d'elfes). L'écran présente un radar, le bioscanner, qui affiche la position des différents types de Bios, des humanoïdes à sauver et des vaisseaux-mères. Ces derniers sont des bases alliées, constamment en mouvement, sur lequel le vaisseau peut stationner. Ils rechargent l'énergie du vaisseau, recueillent les victimes sauvées (une par vaisseau seulement) et délivrent les power ups.
Le système de power ups se déroule en deux temps. Le joueur doit d'abord récupérer un élément ADN qui parcourent le décor dans une capsule puis le rapporter jusqu'à un vaisseau-mère, lequel va le transformer en bonus. L'opération prend un certain temps et le joueur doit revenir plus tard pour le récupérer. Le power up confectionné dépend du type d'ADN ramassé (bleu, vert, rouge, jaune) : augmentation de l'arsenal (tir arrière, latéral, puis augmentation de la puissance de feu), bouclier et invulnérabilité temporaire, smart bomb, répulsion et bombes spéciales (Heart Attack, Brain Bomb, Eye Socker, Veingeance). Les bombes spéciales se rapportent aux quatre formes de cellules rencontrés sur la planète (cœur, cerveau, œil et veine). Jusqu'à huit armes peuvent être transportées à la fois (le joueur les active avec la barre d'espace).
Au fur et à mesure des niveaux, le nombre d'allié à sauver (un au 1er niveau, deux au 2d niveau, etc) et la dangerosité des ennemis augmentent, obligeant à exploiter au mieux la présence des vaisseaux-mères. Une fois suffisamment d'ennemis vaincus ou d'humanoïdes sauvés, l'environnement prend une teinte ocre et un gardien apparaît.

## Équipe de développement
Amnios a été conçu par le graphiste Pete Lyon et le programmeur Paul Frewin. Paul Shields a composé les deux musiques de jeu. Les effets sonores de la cinématique d'introduction ont été réalisés par Tim et Lee Wright. Tim White a réalisé l'illustration de la boîte de jeu.

## Accueil
Amiga Action 93% • Amiga Format 61% • CU Amiga 88% • Génération 4 76%[réf. souhaitée]